# Ocica
Ocica is een geslacht van rechtvleugeligen uit de familie sabelsprinkhanen (Tettigoniidae). De wetenschappelijke naam van dit geslacht is voor het eerst geldig gepubliceerd in 1869 door Walker.

## Soorten
Het geslacht Ocica omvat de volgende soorten:
- Ocica karschi Karny, 1920
- Ocica lineata Redtenbacher, 1892
- Ocica lutescens Walker, 1869
- Ocica nitida Redtenbacher, 1892
- Ocica ponapensis Stanford English & Kevan, 1999
- Ocica salomonis Willemse, 1940